# 程鹤麟
程鹤麟（1957年3月20日—），福建省南平市建瓯人，中国资深电视从业者。

## 生平
1957年出生于闽北小城建瓯市。1982年毕业于北京广播学院电视系，曾任记者、编辑、主持人，2000年起任凤凰卫视资讯台副台长，2005年8月至今任凤凰卫视中文台副台长。中山大学新华学院客座教授。主持凤凰卫视节目《时事辩论会》。

## 主持节目
- 《时事辩论会》
- 《法庭实录》（已停播）
- 《总编辑时间》[4]

## 著作
- 《真理越辩越晕》ISBN 9787531720546
- 《我爱女主播》 ISBN 9787806765043
- 《电视策划新论》（與任金州、张绍刚合著） ISBN 9787504338938
- 《电视师傅：凤凰程鹤麟》 ISBN 9787565704628